# 요하네스 로헨
요하네스 볼프강 로헨(Johannes Wolfgang Rohen)은 독일의 해부학자이다. 그는 독일의 뮌스터(Münster)에서 태어났으며 실제 해부한 인간의 사진들로 구성된 그의 인간 해부학 책인 칼라 그림 해부학(Color Atlas of Anatomy - A Photographic Study of the Human Body)으로 유명하다. 이 책은 18개 언어로 번역되었다.(한국어판이 18번째로 번역된 언어판이다.)

## 출판물
- Rohen, Johannes W. (2011) Anatomie des Menschen - Fotografischer Atlas der systematischen und topografischen Anatomie 7th Edition, published by Schattauer, ISBN 978-3-7945-2706-9
- 로헨, 요하네스 W., 요코치(Yokochi), 륏젠-드레콜(Lütjen-Drecoll) (2007) "칼라 그림 해부학"(Color Atlas of Anatomy (6E)) 여섯째판[1], 출판사 현문사, 옮긴이 정인혁, ISBN 9788980598304